# Tamale

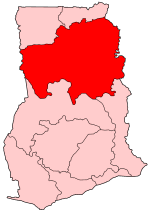
Ghána, Északi Régió

Tamale Ghána Északi Régiójának a központja. Az ország harmadik legnépesebb városának a lakosságát főleg a dagbani nyelvet beszélő, iszlám vallású Dagomba törzs tagjai alkotják. A város légvonalban 435 km-re északra fekszik a fővárostól, Accrától, azonban közúton a távolság körülbelül 660 km.  A város számos falu összenövéséből jött létre, így a hagyományos vályog házak keverednek a modern épületekkel.
Tamale nagyon gyorsan fejlődött az utóbbi években és ezért Nyugat-Afrika leggyorsabban növekvő városaként tartják számon. A vendéglátó ipar jelentősen fejlődött, új szállodákkal, vendégházakkal gazdagodott a város. Tamale egyik büszkesége 21 000 ember befogadására alkalmas Tamale Stadion, ami a 2008-as afrikai nemzetek kupája futball bajnokságra készült el. A város úthálózatát is jelentősen fejlesztették.
A település áramellátását a Volta folyón található Akosombo vízierőmű biztosítja.

## Éghajlat
Tamale a szavanna övezetben található. A hőmérséklet egész évben 27 és 43°C között változik. Két évszak váltja egymást: a rövid esős évszak április-májustól szeptember-októberig, amikor minden zöld. A legtöbb eső július-augusztus hónapokban esik. Az évi csapadék mennyisége kb. 1100 mm, ami 95 nap alatt hullik le. A száraz évszak novembertől áprilisig tart, ilyenkor minden száraz és barna. A legmelegebb áprilisban van, amikor is 40-43°C-ot is mérnek a hőmérők. A száraz évszakban a Szahara felől fúj a Harmattan szél rengeteg port hozva magával. December a leghidegebb hónap, amikor éjjel 14°C alá is csökkenhet a hőmérséklet.

## Oktatás
Tamale az oktatás központja észak Ghánában. Mintegy 94 óvoda, 304 általános iskola, 112 alsó középiskola (Junior High School) és 10 középiskola (Senior High School) van a városban. Ezenkívül szakmunkásképző, két tanárképző, egy technikusképző (Tamale Polytechnic) és két egyetem is működik itt. Az állami Fejlesztési Kutatások Egyeteme (University of Development Studies) egyik központját 1996-ban alapították a városban, ahol orvosképzést indítottak a krónikus orvos és nővér hiány enyhítésére. A másik egyetem a városban egy magánegyetem: a Tamalei Iszlám Egyetem, amit 2000-ben alapítottak

## Közlekedés
Tamale nemzetközi repülőtérrel rendelkezik, amit 2007-ben újítottak fel. A repülőtér most egy 2438 m hosszú kifutópályával rendelkezik, ami középnagyságú gépek leszállását teszi lehetővé. A főváros, Accra és Tamale között vannak rendszeres helyi járatok.
Az összes nagyobb városból Tamale buszjáratokkal érhető el. A városba érkező látogatók a legkényelmesebben taxival közlekedhetnek. A helyi lakosság azonban nagyrészt biciklivel és motorkerékpárral közlekedik, amit kerékpárutak hálózata könnyít meg a városban.

## Képek

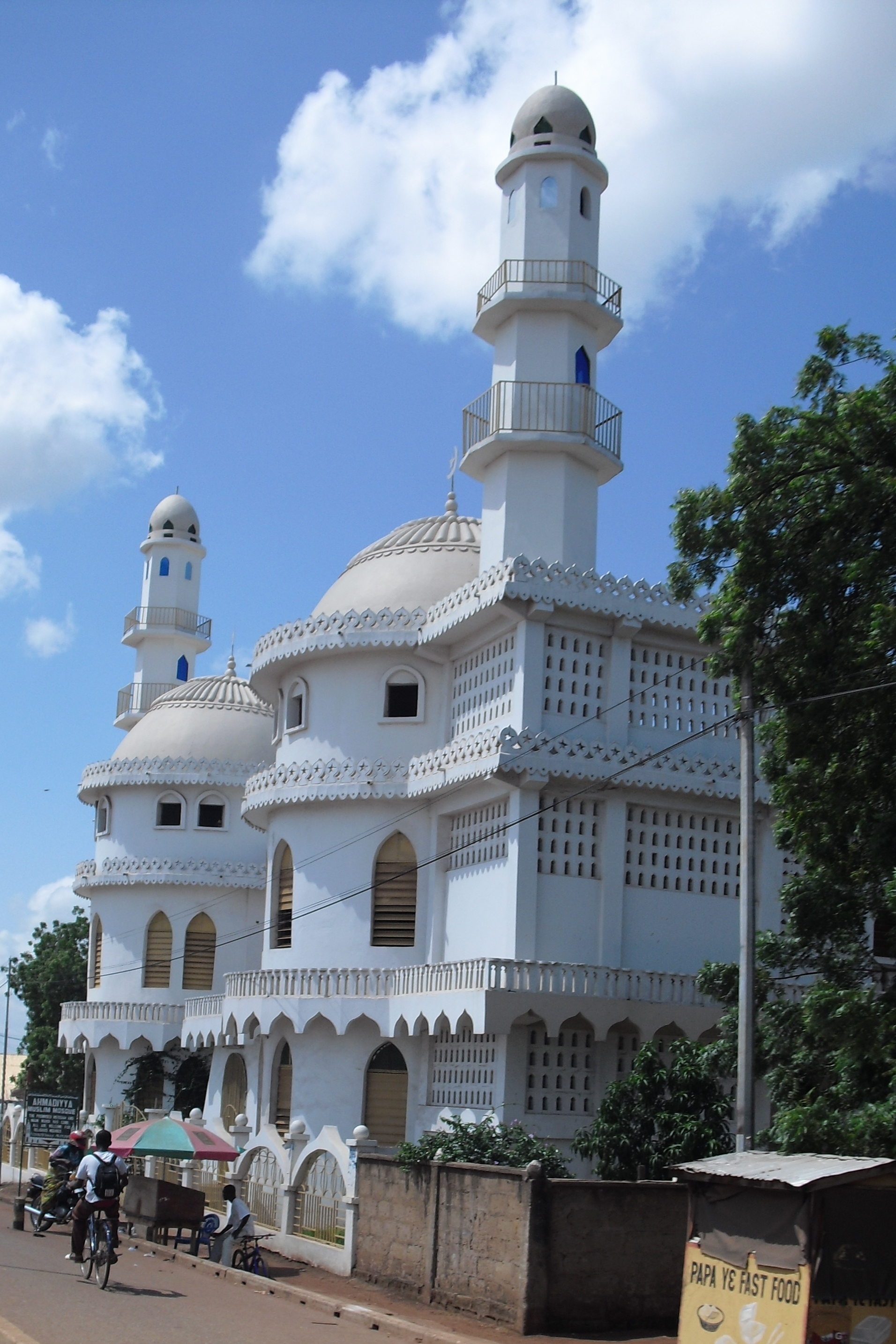
Ahmadija mecset
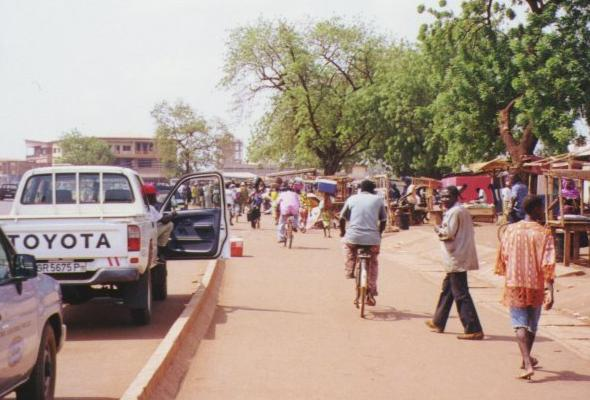
Tamale - utcarészlet
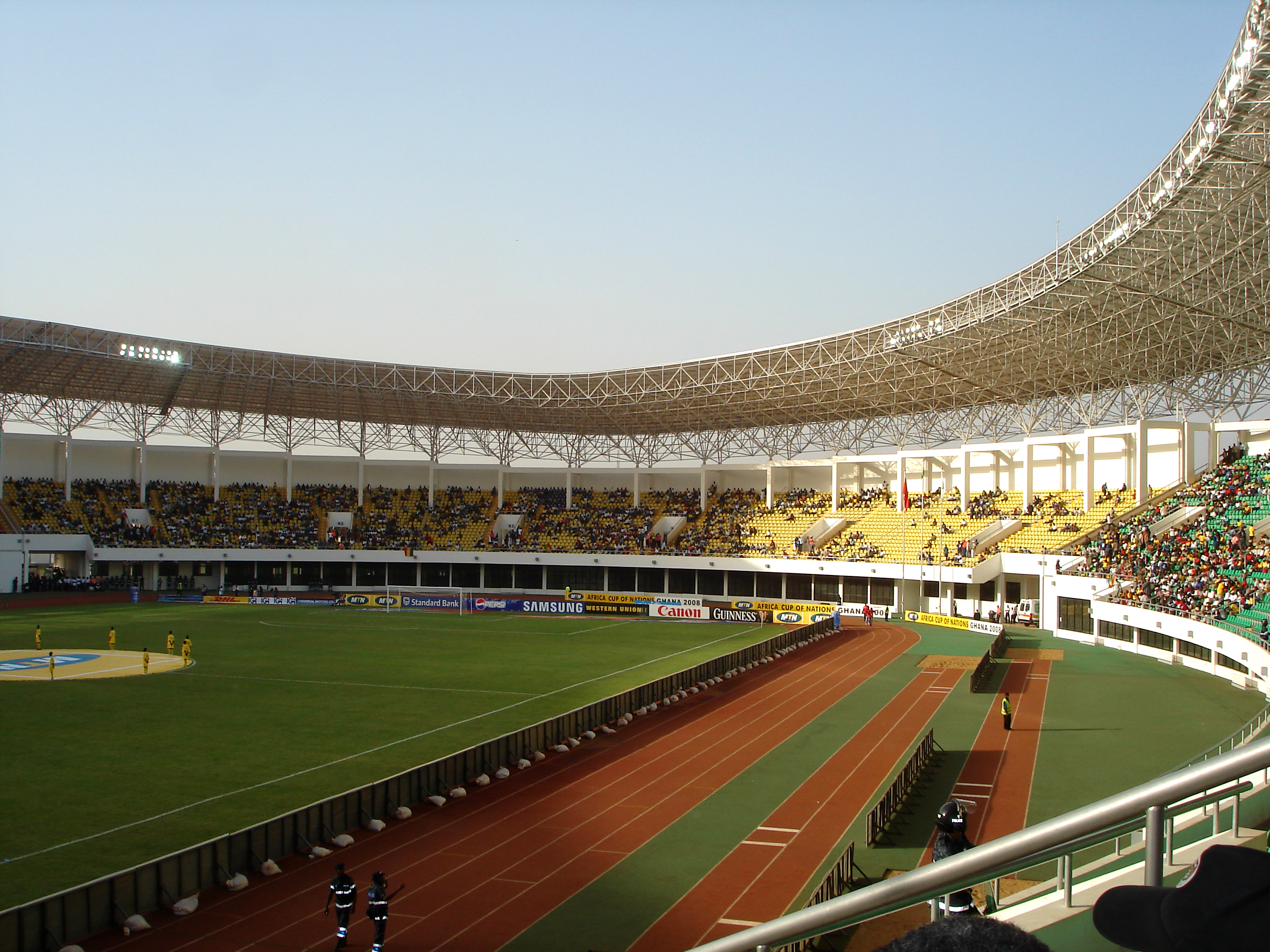
Tamale Stadion
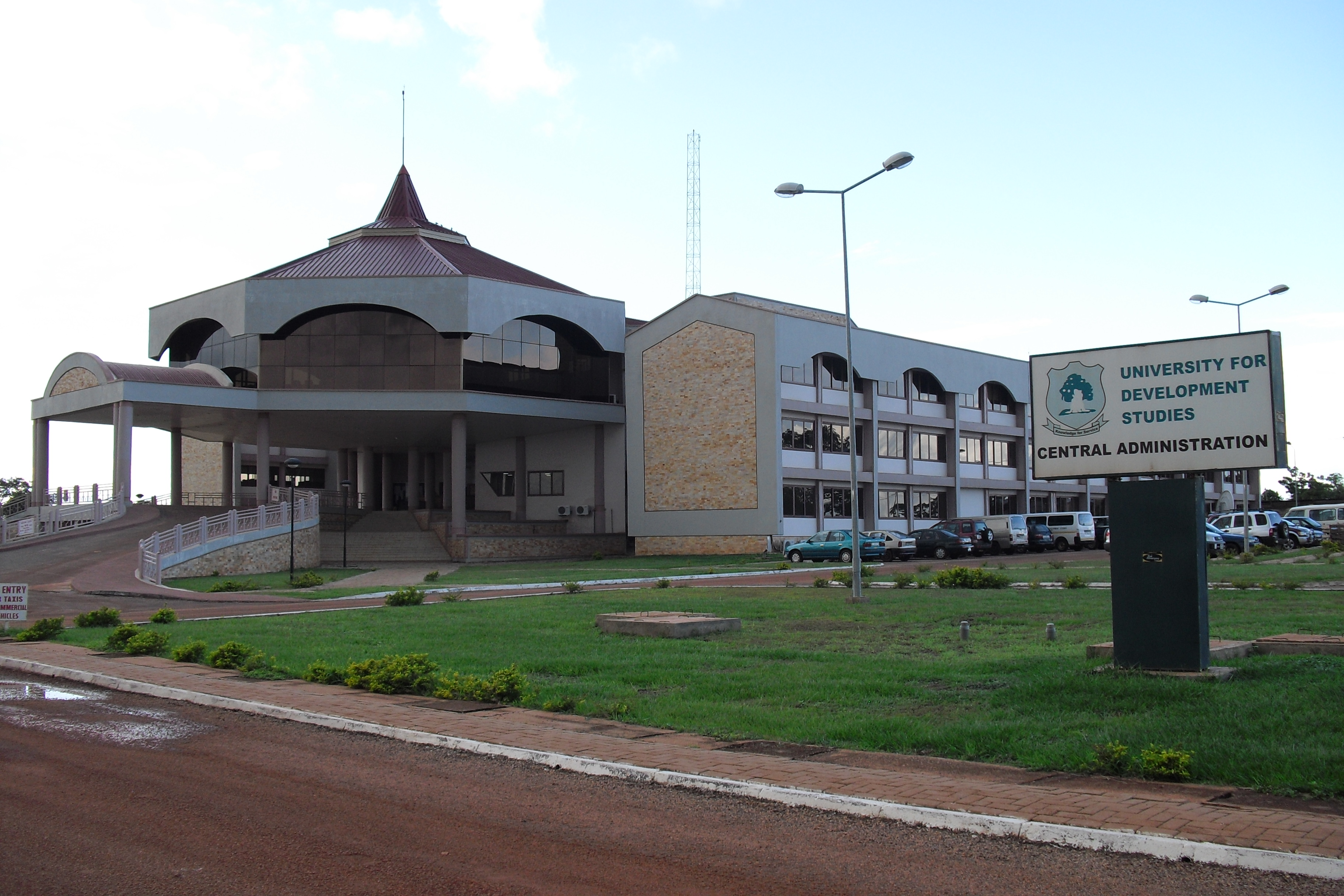
A fő adminisztrációs épület bejárata a Fejlesztési Kutatások Egyetemén (University of Development Studies)
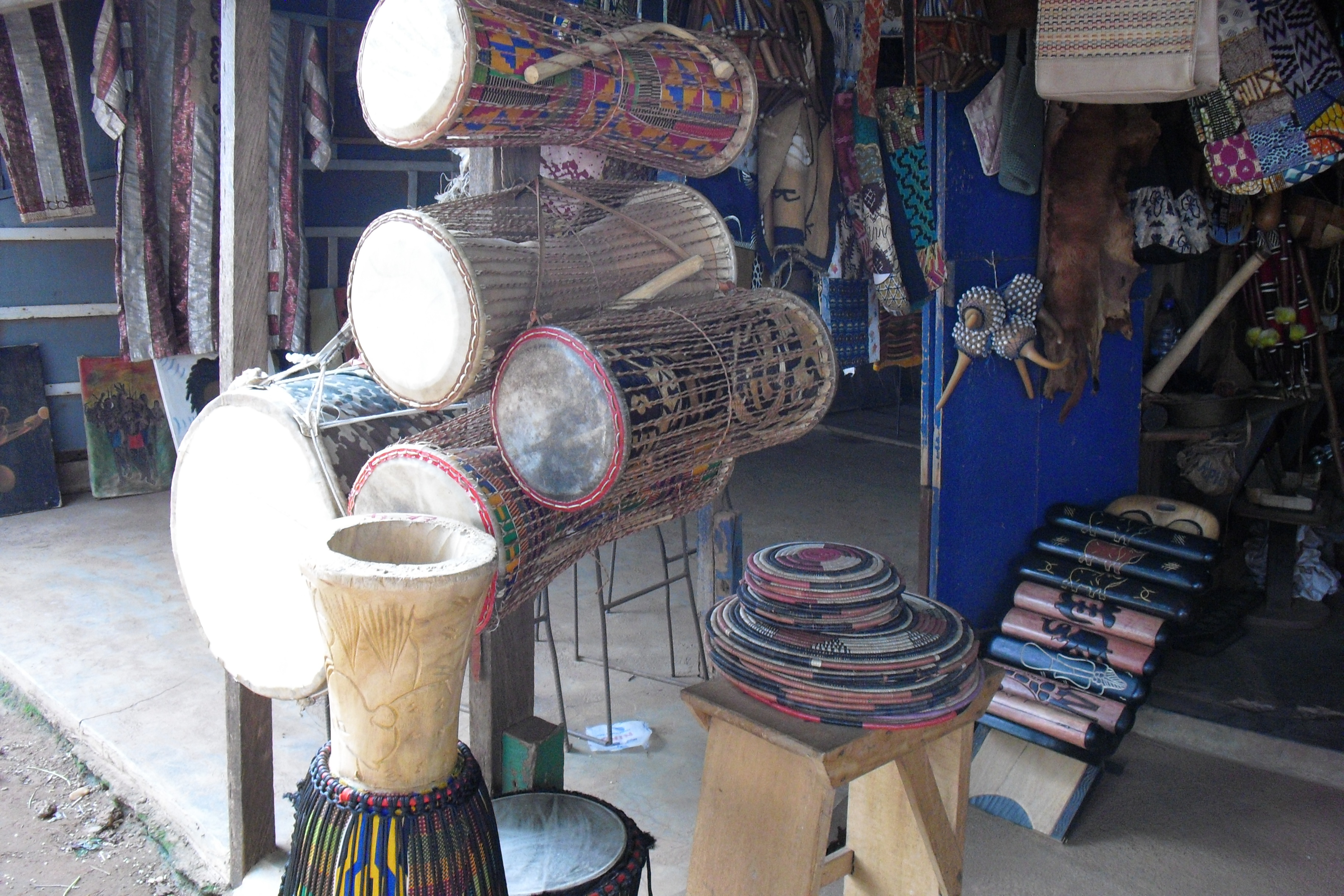
Túristákra váró eladó "beszélő" dobok

## Testvérvárosok
- Louisville, Kentucky, USA[11]
- Fada N'Gourma, Burkina Faso[12]
- Niamey, Niger[13]